# Sabates amb aire condicionat

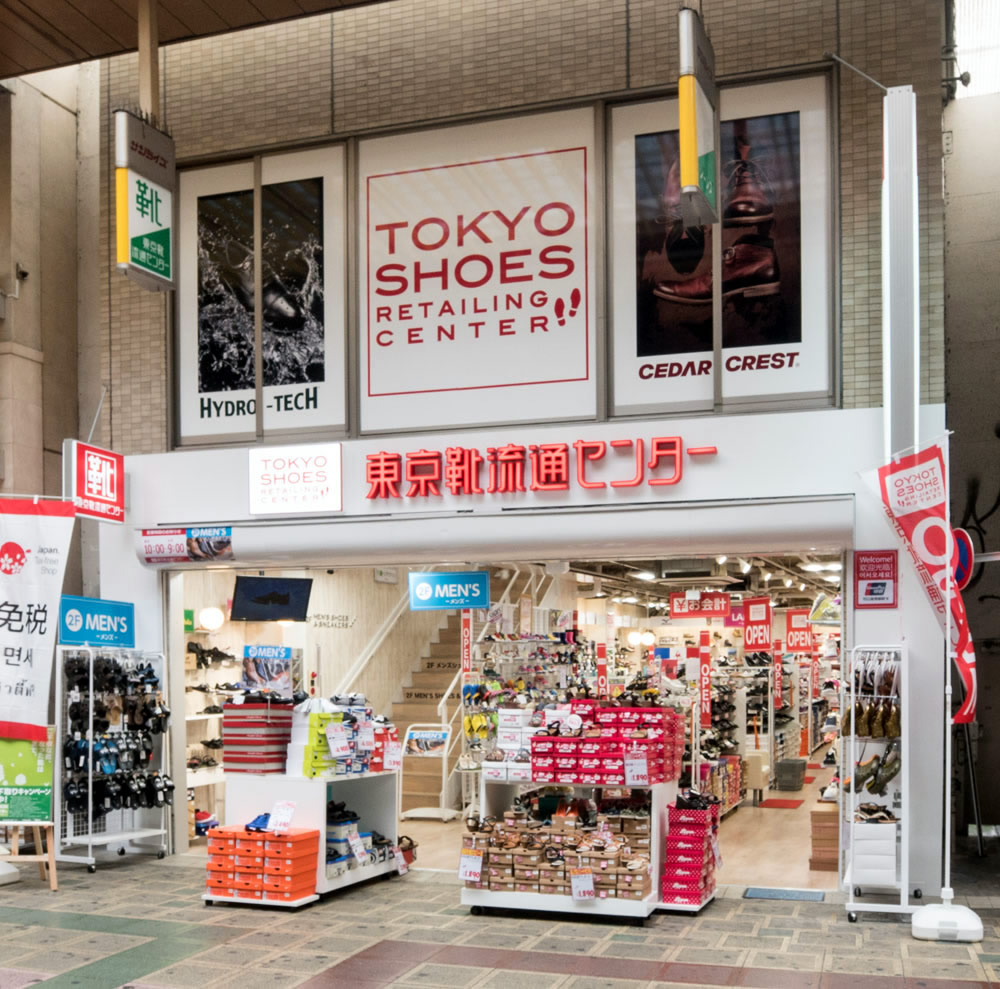
Sabateria de Tòquio

Les anomenades sabates amb aire condicionat o sabates Cool Breeze eren unes sabates d'home amb ventilació per aire circulant. Es van presentar per primer cop l'any 2011 en una sabateria de Tòquio. Aquestes sabates es podien comprar a la xarxa Internet per 42 dòlars, però poc temps després de la seva presentació es van deixar de fabricar i comercialitzar.
L'any 2005, el Ministeri de Medi Ambient del Japó va proposar la campanya Cool Biz, l'objectiu de la qual era reduir el consum d'energia de manera natural. El llançament de les sabates Cool Breeze, l'any 2011, va ser una de les conseqüències d’una nova campanya del Ministeri de Medi Ambient japonès. La nova iniciativa governamental, anomenada Super Cool Biz, fomentava el desenvolupament de productes respectuosos amb el medi ambient dirigits als assalariats, el grup demogràfic més gran de Tòquio. El llançament de les sabates incloïa l'eslògan: «El meu estalvi energètic comença pels meus peus!».
La campanya japonesa Super Cool Biz es va desenvolupar a partir d'un context molt concret: la pèrdua de la central nuclear de Fukushima Dai-ichi, que va quedar paralitzada pel tsunami de l’11 de març de 2011. Es creia que l'electricitat podria escassejar a la capital de la nació durant els dies més calorosos. D'aquesta manera, es va canviar el codi de vestimenta. La roba adequada per a l'oficina havia de ser prou fresca com per suportar la calor sufocant que s'esperava. Les samarretes i les sabatilles esportives eren acceptables segons les noves pautes relaxades del Ministeri de Medi Ambient i, en determinades circumstàncies, els texans i les sandàlies també.
El condicionament d'aire de les sabates Cool Breeze consistia en una tecnologia de filtratge patentada per Hydro-Tech. Un sistema de microventiladors, alliberava calor i humitat i permetia fluir l'aire cap a l'interior de les sabates. Aquesta tecnologia actuava contínuament, independentment del temps que es portessin les sabates. de manera que els peus es podien refrescar i mantenir secs i nets durant tot el dia. Això significava que els mitjons no feien pudor, ja que els peus no suaven.